# كيفن باكلي
كيفن باكلي (بالإنجليزية: Kevin Buckley)‏ هو لاعب كرة قاعدة أمريكي، ولد في 16 يناير 1959 في كوينسي في الولايات المتحدة.